# .biz
Pour les articles homonymes, voir biz.

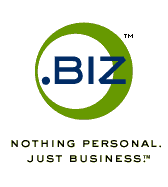
Biz logo

.biz est un domaine de premier niveau générique ouvert à tous.
Ce domaine est destiné aux sociétés commerciales (le mot biz est la prononciation phonétique du début du mot anglais business).

## Historique
Ce domaine a été créé en 2001 pour permettre à des sociétés commerciales d'enregistrer un nom de domaine les décrivant eux ou leurs produits alors que le domaine désiré était déjà réservé pour l'extension .com. Même s'il a été prévu pour les entités commerciales, le domaine est ouvert à tous et aucun mécanisme de contrôle n'a jamais été mis en place.
Au début, ce domaine était principalement utilisé par des sites à caractère pornographique. Cependant, la situation a changé depuis et des entreprises de tous les secteurs d'activité choisissent ce suffixe, en particulier lorsque les noms de domaines convoités sont déjà réservés pour l'extension .com et que .biz est préférable à .net.

## Statistiques d'usage
En janvier 2025, environ 3 800 000 domaines utilisent l'extension .biz.